# Ioiadà
Ioiadà (o Ieoiada o Jehoiada; fl. IX secolo) è un personaggio della Bibbia, sommo sacerdote nel Regno di Giuda.
Le vicende che lo riguardano sono raccontate in 2 Re 11-12 e 2 Cronache 22-24.
Non va confuso con l'omonimo personaggio biblico, padre di Benaià.

## Biografia
Era sposato con Ioseba (o Iosabeat), sorella del re Acazia. Ioseba e Ioiadà salvarono dal massacro della famiglia reale (voluto dalla regina Atalia) il giovane Ioas, che sarebbe poi divenuto re di Giuda. Ioiadà, secondo la Bibbia, visse centotrent'anni.